# East Acton
La stazione di East Acton è una stazione della linea Central della metropolitana di Londra.

## Storia
La stazione fu aperta il 3 agosto 1920 sull'estensione della Central London Railway (CLR, oggi la linea Central) fino a Ealing Broadway. L'estensione era stata progettata nel 1911, quando la CLR abbandonò la sua politica di non condividere l'uso di binari con altre compagnie ferroviarie e ottenne l'autorizzazione a costruire un'estensione in direzione nord-ovest dalla stazione di Wood Lane (chiusa in seguito nel 1947 e rimpiazzata dalla stazione di White City) per collegarsi con la diramazione della Great Western Railway (GWR) chiamata Ealing & Shepherd's Bush Line.
La nuova linea fu costruita in modo da avere connessioni con la West London Line nei pressi di Shepherd's Bush, con la ex linea ferroviaria della GWR per Birmingham alla stazione di North Acton e con la linea per Bristol a Ealing Broadway.
Poiché la CLR era esclusivamente una linea passeggeri, furono aperti nel 1938 due ulteriori binari dedicati al traffico merci della GWR. Questi binari furono chiusi nel 1964; parte del loro tracciato, ricoperto di vegetazione, è visibile immediatamente a nord della stazione.
La stazione è stata ristrutturata nel 2007. Le scale sono state migliorate e i roundel con il nome della stazione sostituiti con altri più nuovi e di maggiori dimensioni.
La banchina in direzione est è stata ricostruita a partire dall'agosto 2021. I lavori, originariamente previsti della durata di cinque mesi e che dovevano concludersi nel dicembre 2021 si sono prolungati fino al 19 settembre 2022 in seguito alla scoperta di problemi strutturali che hanno richiesto una completa sostituzione di alcuni elementi.

### Incidenti
Il 1º gennaio 2018 nella stazione si è verificato un incidente mortale. Una donna di 23 anni, Charnelle Williams, è morta dopo essere stata investita da un treno. Le cause dell'incidente non sono state ancora definite con precisione e la relativa inchiesta è stata aggiornata a fine maggio. L'inchiesta ha accertato che la giovane aveva ingerito MDMA e, disorientata, era caduta sui binari dove pochi minuti dopo era stata investita.

## Strutture e impianti
Si trova nella Travelcard Zone 2.

## Interscambi
Nelle vicinanze della stazione effettuano fermata numerose linee automobilistiche, gestite da London Buses.
- Fermata autobus

## Galleria d'immagini

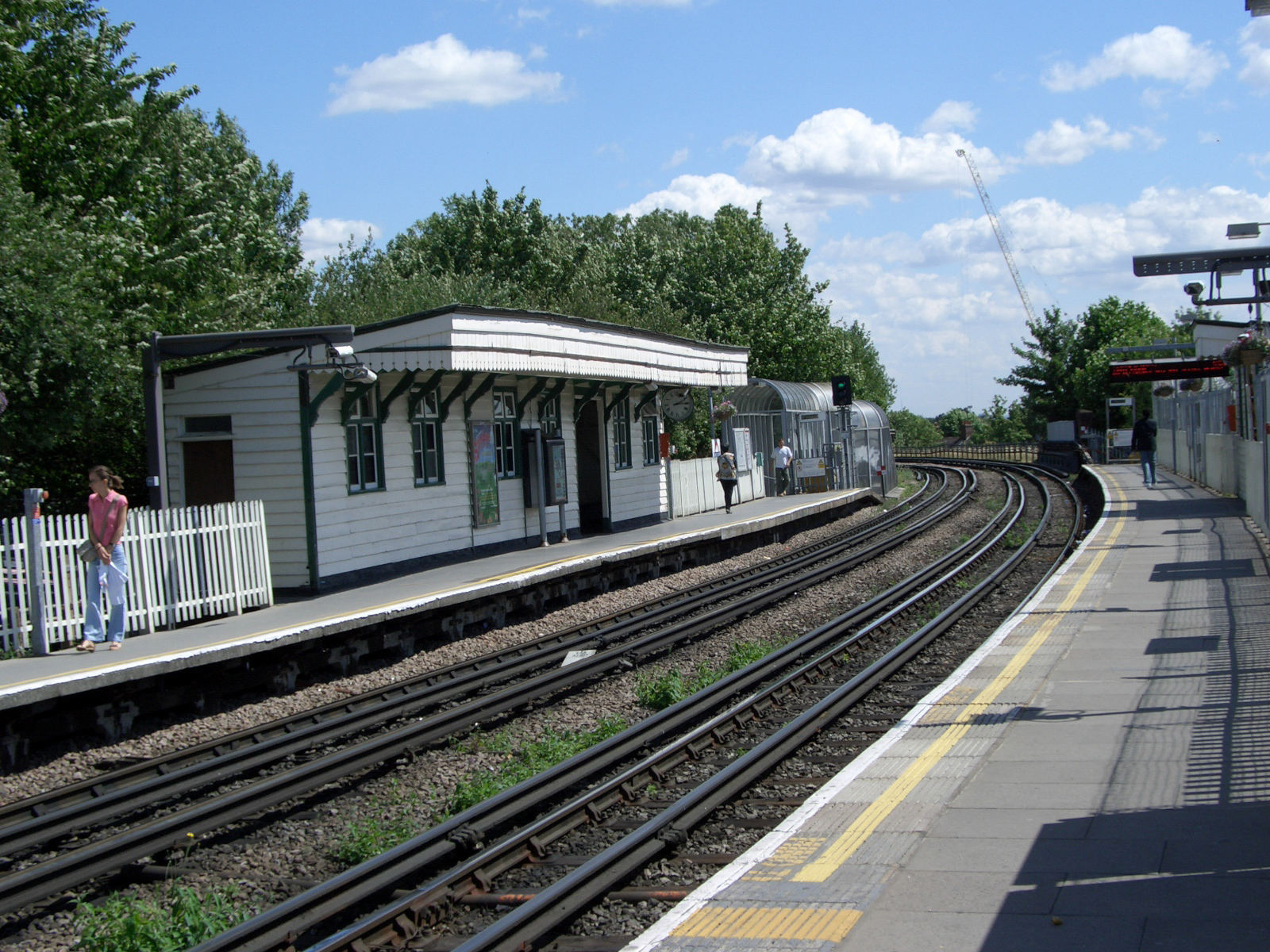
Piattaforma in direzione est
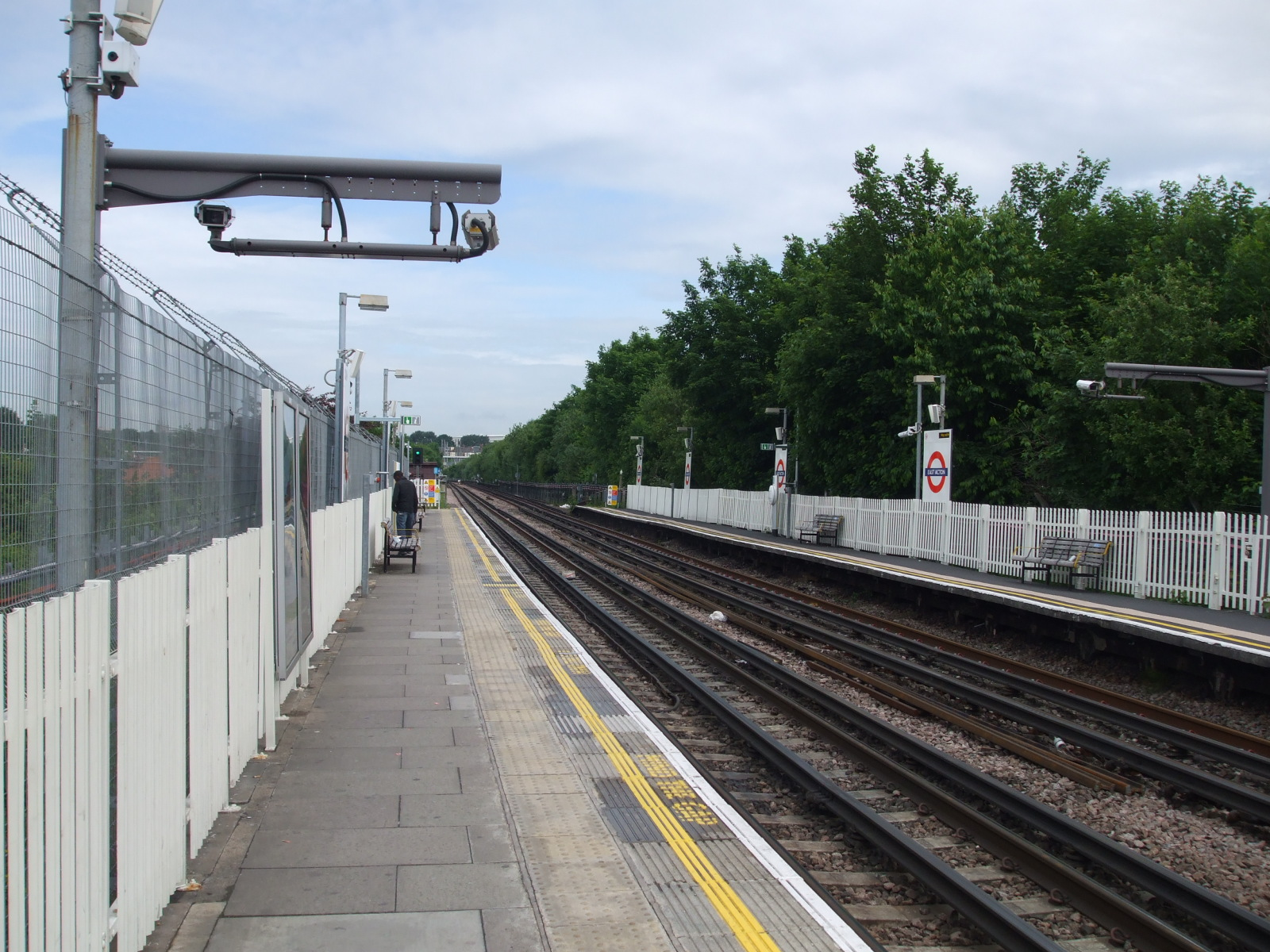
Piattaforma in direzione ovest; il tratto ricoperto di vegetazione denota lo spazio un tempo occupato dai binari della GWR
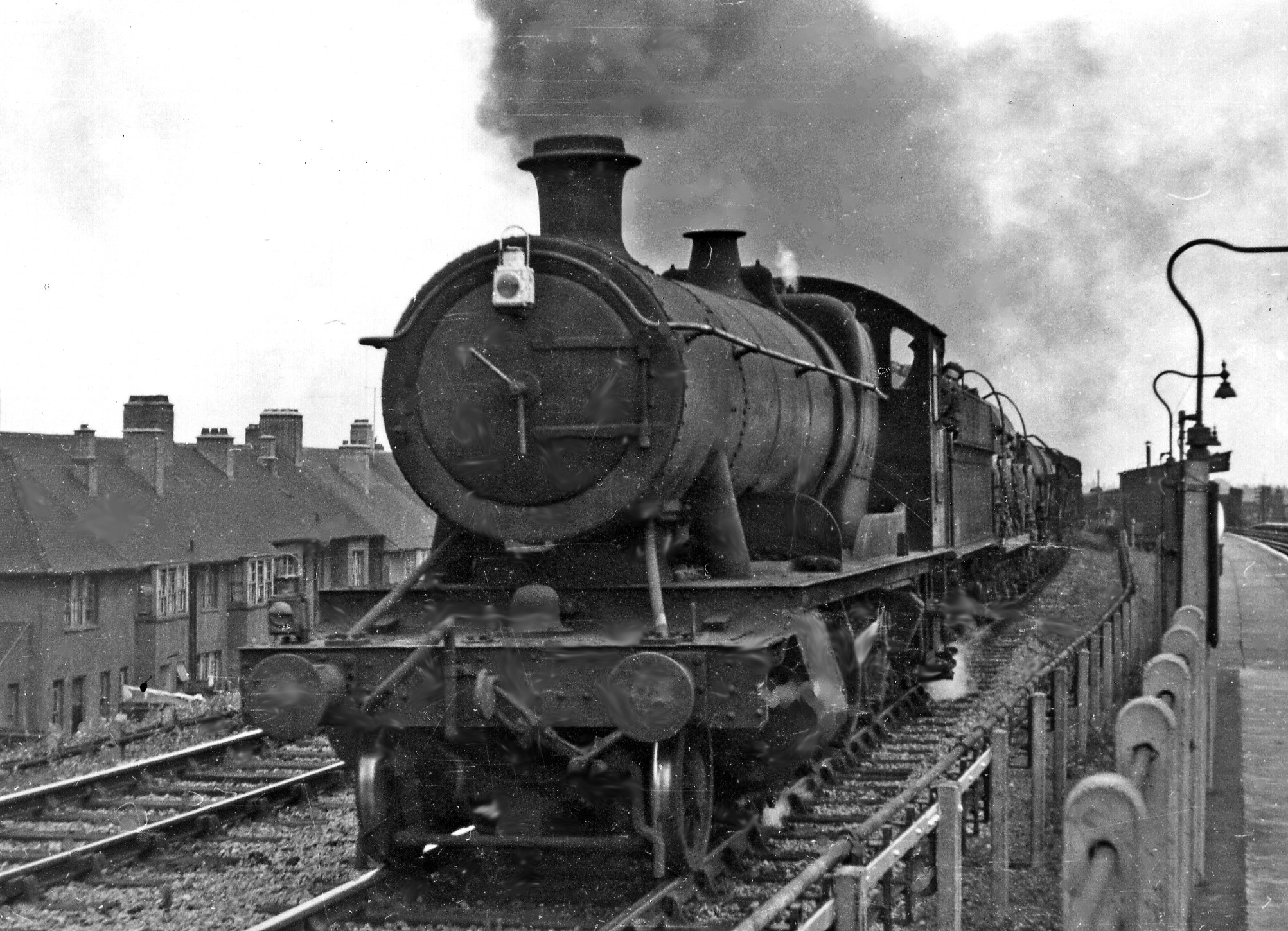
Treno per il trasporto del latte alla stazione di East Acton sui binari della GWR nel 1949
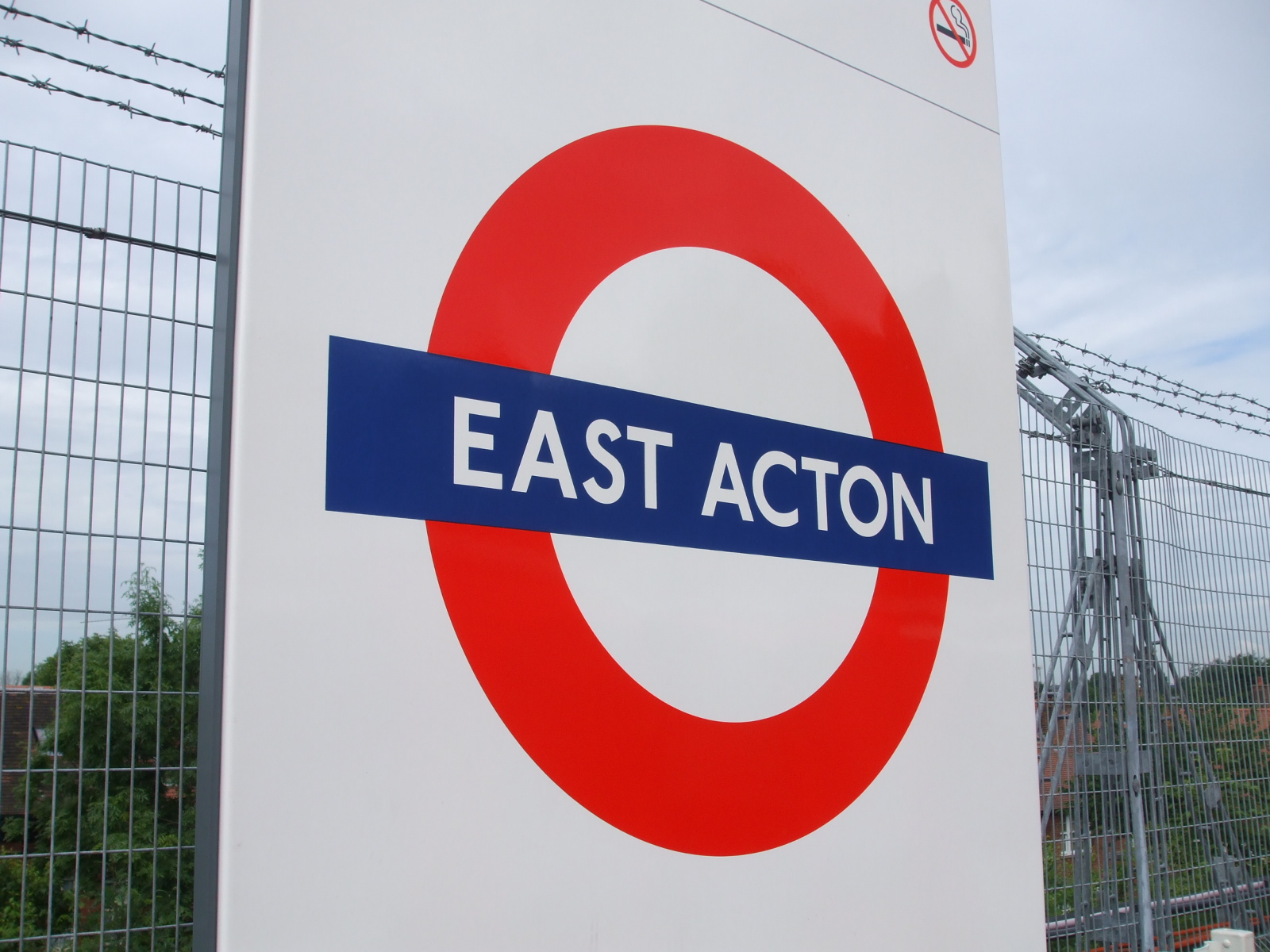
Roundel sulla piattaforma in direzione ovest